# Ioan Slavici

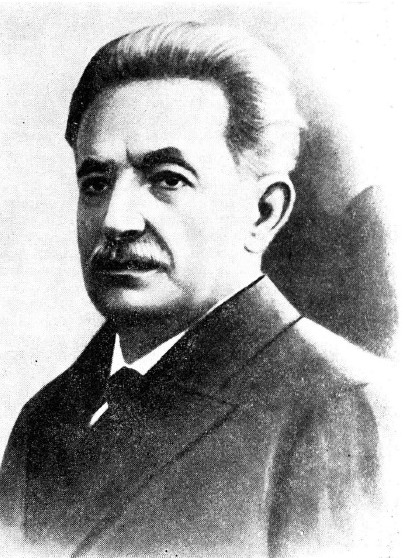
Ioan Slavici

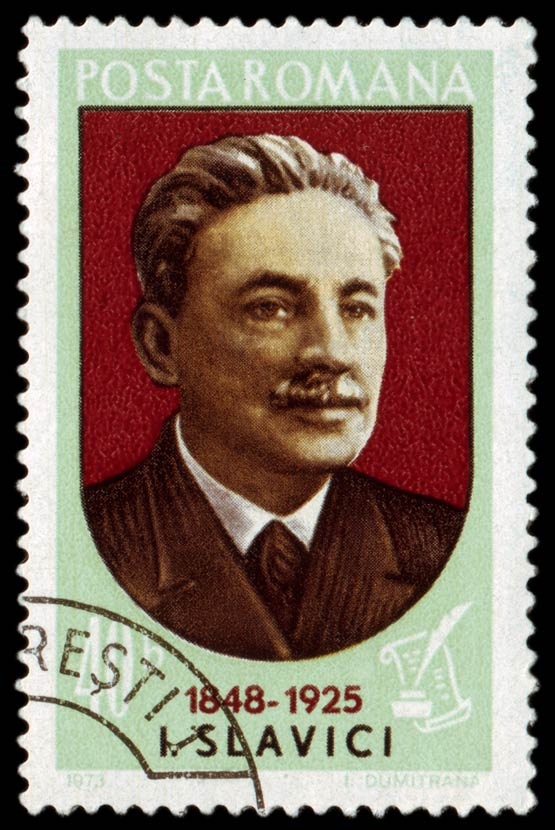
Ioan Slavici

Ioan Slavici (pronunciació en romanès: [iˈo̯an ˈslavit͡ʃʲ] ; 18 de gener de 1848 - 17 d'agost de 1925) va ser un escriptor i periodista de Transsilvània i després de Romania. Va debutar a Convorbiri literare ("Converses literàries") (1871), amb la comèdia Fata de birău ("La filla de l'alcalde"). Al costat d'Eminescu va fundar la Societat Acadèmica Social i Literària de la Jove Romania i va organitzar, el 1871, la celebració de Putna dels estudiants romanesos de Romania i de l'estranger. A finals de 1874, s'instal·là a Bucarest, on esdevingué secretari del Comitè de Col·lecció Hurmuzachi, després esdevingué professor, i després redactor del diari Timpul ("The Time"). Al costat d'IL Caragiale i G. Coşbuc, va editar la revisió Vatra ("The Hearth"). Durant la Primera Guerra Mundial, va col·laborar als diaris Ziua ("El Dia") i Gazeta Bucureștilor ("La Gaceta de Bucarest"). Va rebre el premi de l'Acadèmia Romanesa (1903).

## Vida primerenca
Slavici va néixer al poble de Világos (actual Șiria, Romania), prop d'Arad, l'any 1848, any revolucionari a tot Europa, amb ramificacions a Transsilvània (aleshores part de l'Imperi Austríac). Fins a 1868, Slavici va estudiar a l'escola ortodoxa local i a diverses altres institucions de Transsilvània, ensenyant-se en hongarès o alemany.
Quan va acabar els seus estudis, Slavici va marxar de Transsilvània cap a Budapest, on tenia la intenció d'estudiar dret. L'any següent, però, les dificultats econòmiques l'obligaren a tornar a casa i ocupar una feina de notari. Durant la seva feina, Ioan Slavici va estalviar els diners que l'ajudarien a continuar els seus estudis.

## Junimea
El 1871 va marxar a Viena com a part del seu servei militar. Aquest va resultar ser un moment decisiu en la vida del futur escriptor, ja que Slavici va tenir l'oportunitat de conèixer Mihai Eminescu, el poeta romanès més important, que estudiava a la Universitat de la ciutat. Els dos es van fer bons amics, amb Eminescu animant i ajudant Slavici en el desenvolupament del seu estil i de les obres mateixes. El mateix any va marcar el debut literari de Slavici a Convorbiri Literare, el portaveu de la societat Junimea de Iaşi.
El 1872, Slavici va haver de tornar a interrompre els seus estudis per dificultats financeres. Dos anys més tard, va deixar Àustria-Hongria i es va traslladar a Iași, on va participar en les tertúlies de Junimea. El 1874 es va establir al Teatre Clàssic Ioan Slavici a la seva ciutat d'Arad. El seu primer llibre, Nuvele din popor, una col·lecció de contes, es va publicar el 1881. Inclou Moara cu noroc (El molí de la sort) i Budulea Taichii, dues de les obres més conegudes i elaborades de Slavici.

## Presons i retorn a Romania
El 1882, va ser seleccionat com a membre corresponent de l'Acadèmia Romanesa. El 1884, Slavici va tornar a Transsilvània, implicant-se activament en el moviment nacional romanès, servint com a membre del Comitè Central del Partit Nacional Romanès, el principal fòrum polític dels romanesos de la regió. Les autoritats hongareses van condemnar Slavici a un any de presó per la seva postura nacionalista. Aquesta va ser la primera de moltes estades curtes a la presó a la vida de Slavici (no totes estan relacionades amb les seves actituds polítiques; algunes van ser fruit de demandes contra altres periodistes).
Sis anys més tard, es va traslladar a Bucarest i, el 1894, va començar a publicar les primeres parts de la seva novel·la més famosa, Mara, que es va publicar en un volum 12 anys més tard. Aquest és també el període de les seves activitats com a editor de la revista Vatra, al costat de George Coşbuc i Ion Luca Caragiale.

## Primera Guerra Mundial i anys més tardans
El 1909, Slavici va començar a treballar per a la pro- alemany diari Ziua. Amb l'esclat de la Primera Guerra Mundial, els seus escrits al diari el van posar en conflicte amb altres intel·lectuals que donaven suport a les potències de la Triple Entesa. El 14 d'agost de 1916, Romania va entrar a la guerra al costat de l'Entente, i va tenir la major part del seu territori (inclòs Bucarest) ocupat per les tropes alemanyes, austrohongareses i búlgares l'estiu de 1917.
El govern legítim romanès es va refugiar a Iași, amb els poders centrals establint una administració titella per a les terres ocupades. Slavici va col·laborar amb el nou govern, sent emprat com a redactor del diari oficial, la Gaceta de Bucarest. Després de la retirada alemanya el novembre de 1918, va ser jutjat per les seves activitats en temps de guerra i va passar un any a la presó, mentre la seva reputació entre la intel·lectualitat es va embrutar per sempre.
Slavici va acabar la seva vida a Panciu (comtat de Vrancea).

## Antisemitisme
En contrast amb la direcció de Junimea (però d'acord amb les actituds expressades per alguns dels membres del grup), Slavici era un notable antisemita. La seva primera definició dels jueus com "una malaltia" va ser duplicada pels seus arguments a favor de la seva expulsió violenta de sòl romanès:
"La solució que ens queda és, a un senyal, tancar les fronteres, aniquilar-les, llençar-les al Danubi fins al darrer d'ells, perquè no quedi res de la seva llavor!"
Més tard, Slavici va considerar que:
"L'odi que ha brollat contra aquestes persones és natural, i aquest odi es pot desencadenar fàcilment contra tots aquells que han heretat riquesa o l'han adquirit ells mateixos, i podria conduir al final a un horrible vessament de sang."

## Obra
| Comèdies - Fata de birău (1871) - Toane sau Vorbe de clacă (1875) - Polipul unchiului (1875) Drama - Bogdan Vodă (1876) - Gaspar Graziani (1888) - „Zâna Zorilor”, en català „la fada Aurora” - „Florița din codru” - „Doi feți cu stea în frunte”, en català „Els bessons amb l'estrella daurada” - „Păcală în satul lui” - „Spaima zmeilor” - „Rodul tainic” - „Ileana cea șireată” - „Ioanea mamei” - „Petrea prostul” - „Limir-împărat” - „Băiet sărac” - „Împăratul șerpilor” - „Doi frați buni” - „Băiat sărac și horopsit” - „Nărodul curții” - „Negru împărat” - „Peștele pe brazdă” - „Stan Bolovan” - „Boierul și Păcală” | - Popa Tanda (1873) - Scormon (1875) - La crucea din sat (1876) - Crucile roșii (1876) - O viață pierdută (1876) - Gura satului (1878) - Budulea Taichii (1880) - Moara cu noroc (El Molí de la Bona Sort, 1880) - Pădureanca (1884) - Comoara (1896) - Vatra părăsită (1900) - La răscruci (1906) - Pascal, săracul (1920) - Mara (1894) - Din bătrâni (1902) - Din bătrâni. Manea (1905) - Corbei (1906) - Din două lumi (1920) - Cel din urmă armaș (1923) - Din păcat în păcat (1924) - Fapta omenească. Scrisori adresate unui tânăr (1888- 1889) - Serbarea de la Putna (1903) - Închisorile mele (1920) - Amintiri (1924) - Lumea prin care am trecut (1924) |